# Effettualità
Con il termine di effettualità si intende la realtà di uno stato di cose dovuta all'azione che un ente più o meno definito opera in un sistema considerato. Essa è il risultato di una causa che può venire o meno identificata, ma di cui si rende evidente l'effetto reale. Il concetto di effettualità sposta perciò l'attenzione dell'indagine filosofica dalla causa all'effetto da essa prodotto, in quanto più facile da studiare e definire. Quindi l'effettualità allude all'esistenza della causa, ma non se ne occupa, concentrandosi sui suoi effetti su un certo sistema. Per quanto il termine sia utilizzabile in molte discipline sono principalmente la fisica, la storia e la filosofia a farne uso

## Fisica
La fisica teorica è il campo in cui, più di altri, il termine assume un senso preciso, infatti si può (ad esempio) misurare l'azione gravitazionale che la materia oscura esercita sull'universo, e quindi calcolarne l'energia o la massa, senza che si sappia ancora nulla di quale natura abbia e di quali particelle sia costituita. Un'altra effettualità straordinaria è quella che determina l'accelerazione della fuga della cosiddetta "fuga delle galassie", l'allontanamento reciproco di esse come conseguenza dell'espansione dell'universo. Soprattutto l'accelerazione pone ai fisici un problema interpretativo molto serio perché non se ne conosce la causa. Ci si trova di fronte ad una effettualità evidente e indubitabile senza avere la minima idea di quale ne sia la causa. Ciò ha fatto sì che da qualche anno e sempre con maggiore frequenza si parli di energia oscura come sua causa.

## Storia
Machiavelli dava all'effettualità, nel senso di verità effettuale del fatto storico, netta preminenza rispetto alle considerazioni di ordine teorico sugli eventi storici, che considerava astratte e poco utili. In generale si parla spesso di effettualità in storiografia quando ci si trova di fronte a svolte storiche evidenti, senza che in relazione alla loro complessità l'analisi sia in grado di identificare una o più cause determinate.

## Filosofia
Nella filosofia essa è stata usata in maniera abbastanza generica e molto spesso vista quasi come sinonimo di realtà in quanto realizzazione del possibile. Se qualcosa che si verifica è riconoscibile come effettualmente reale rientra evidentemente nella sfera del possibile, il problema filosofico è però determinare se esso sia fenomeno indipendente ma di causa ignota o si possa far dipendere da una causa nota.
Uno dei problemi filosofici relativi all'effettualità più interessanti riguarda il concetto di coscienza, che non ha a che fare con quello di consapevolezza. Questa significa infatti semplicemente che noi possiamo cogliere i nostri stati d'animo e i nostri modi d'essere e descriverli col linguaggio. Nell'antichità si conosceva soltanto questa facoltà che veniva dai Greci chiamata synesis ed era l'unica nota a Platone (Teeteto, 189 e) e ad Aristotele (Metafisica, XII, 9, 1074 b-d). Con la teologia cristiana l'effettualità della coscienza trova la propria naturale spiegazione nell'azione di Dio e Sant'Agostino la raccorda direttamente all'anima. San Tommaso d'Aquino riprende la concezione aristotelica di consapevolezza ma l'accoppia con la coscienza morale in una sinteresi effettuale. Da Leibniz in poi l'effettualità della coscienza viene riferita all'appercezione (Monadologia, § 14) ed anche Kant accetta questa spiegazione distinguendo una coscienza discorsiva e una intuitiva.
Per Kant la coscienza intuitiva è un fatto "empirico", quindi percettivo (Antropologia, I, § 7), nella Critica della ragion pura egli continua a sviluppare il concetto della realtà effettuale della coscienza riferita a "un rapporto con qualcosa fuori di me" (Prefazione alla 2ª edizione). Questo "fuori di me" apre la strada alla concezione idealistica.
Con l'Idealismo tedesco di Fichte ed Hegel la coscienza cessa di essere vista come una effettualità perché diventa una causalità indipendente, una auto-coscienza. 
Henry Bergson guarda alla coscienza come ad una effettualità che è "ciò che illumina la zona delle virtualità che circondano l'atto" e che "a guardarla dall'esterno pare essere semplice ausiliaria dell'azione", però alla fine dice che: "le cose andrebbero sempre nella stessa maniera se invece di essere vista come un effetto la si considerasse una causa" (Evolution creatrice, 1911).